# Robledo (Carballeda de Valdeorras)
Robledo (llamada oficialmente Santa María de Robledo) es una parroquia y un lugar español del municipio de Carballeda de Valdeorras, en la provincia de Orense, Galicia.

## Organización territorial
La parroquia está formada por una entidad de población:
- Robledo

## Demografía
Gráfica demográfica del lugar y parroquia de Robledo según el INE español:
| Gráfica de evolución demográfica de Robledo entre 2000 y 2022 |
|                                                               |
| Datos según el nomenclátor publicado por el INE.              |